# Fauna (Oh Land)
Fauna è l'album di debutto della cantante danese Oh Land. I singoli estratti dall'album sono Audition Day e Heavy Eyes

## Il disco
Fauna è stato pubblicato nel novembre 2008 in Danimarca dall'etichetta discografica indie Fake Diamond Records.
La produzione esecutiva è curata da Kasper Bjørke, è stato registrato da Ormen, mentre è stato scritto e arrangiato da Oh Land (che ha inoltre curato anche le voci e la parte strumentale).. I singoli estratti dall'album sono Auditon Day e Heavy Eyes.

## Tracce
1. Numb (4:38)
2. Still Here (3:16)
3. Frostbite (4:49)
4. Heavy Eyes (3:47)
5. Postpone the Bad (3:23)
6. Koo Koo (1:53)
7. Audition Day (3:55)
8. I Found You (3:27)
9. Release Me (4:38)
10. Namazu (3:05)
11. Alive/Awake (3:42)
12. Deep-sea (3:32)